# Departamento de Gobernador Vicente Dupuy
Departamento de Gobernador Vicente Dupuy är en kommun i Argentina.   Den ligger i provinsen San Luis, i den centrala delen av landet, 700 km väster om huvudstaden Buenos Aires.
Omgivningarna runt Departamento de Gobernador Vicente Dupuy är i huvudsak ett öppet busklandskap. Trakten runt Departamento de Gobernador Vicente Dupuy är nära nog obefolkad, med mindre än två invånare per kvadratkilometer.